# Guayacán

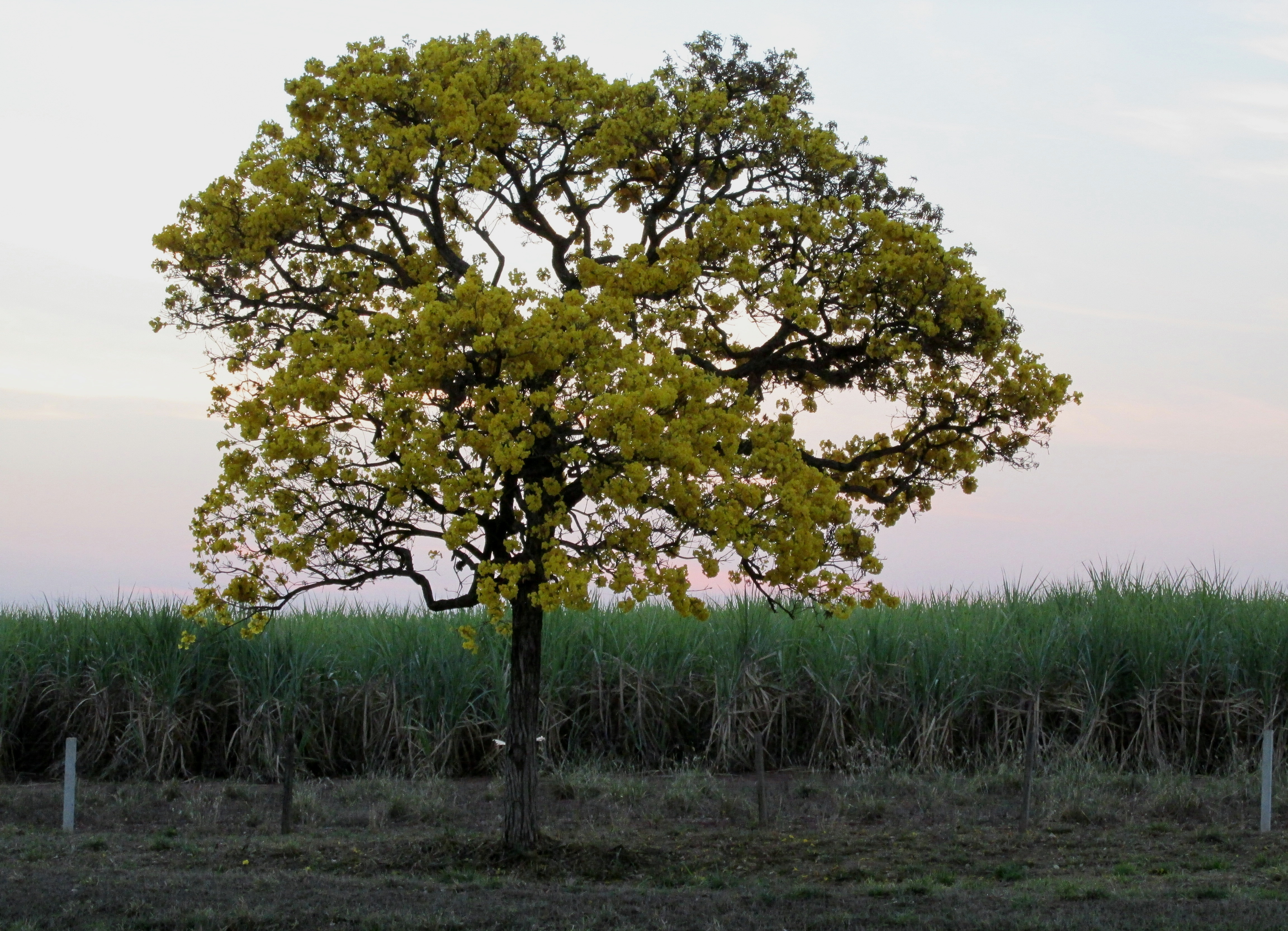
Guayacán (Tabebuia chrysotricha)

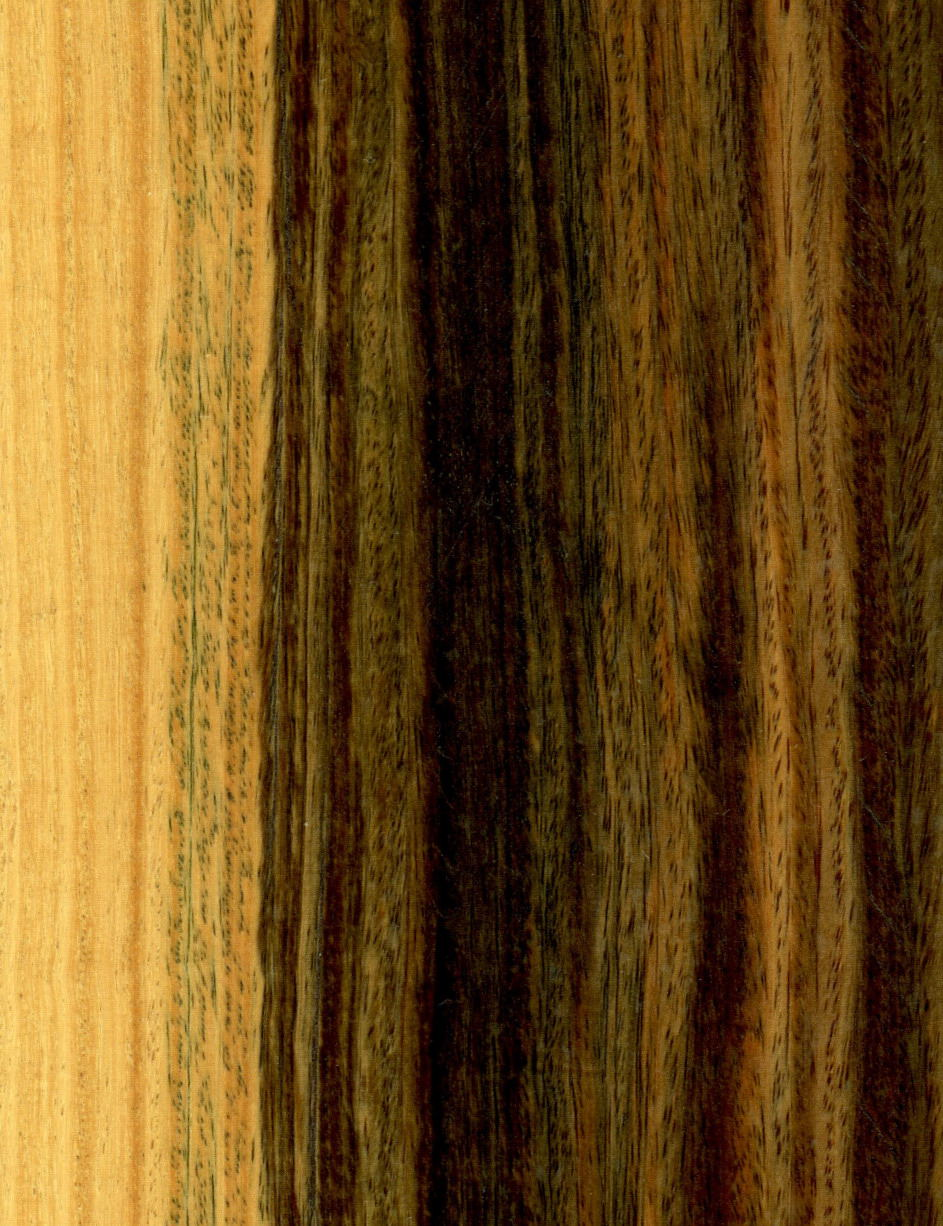
Madera de Bulnesia sarmientoi

Guayacán es el nombre común con el que se conoce a varias especies de árboles nativos de América, pertenecientes a los géneros Tabebuia, Caesalpinia y Guaiacum , que también designa a la madera que producen. Así mismo, pueden recibir el nombre de palo santo, o de palo de hierro, denominaciones que a su vez se aplican de forma genérica a una gran variedad de maderas tropicales duras procedentes del continente americano.
Todas las especies de guayacán se caracterizan por poseer una madera muy dura, característica por la que reciben conjuntamente el mismo nombre, pese a que se trata de especies arbóreas que no guardan relación de parentesco entre sí. Su madera es conocida en inglés con el nombre latino de lignum vitae (árbol de la vida).
Son árboles autóctonos del Caribe y de la costa norte de América del Sur (especialmente el litoral de Venezuela) y han sido un importante cultivo de exportación a Europa desde principios del siglo XVI. Su madera fue muy importante para las aplicaciones que requerían un material con su extraordinaria combinación de resistencia, tenacidad y densidad. También es el árbol nacional de Bahamas y la flor nacional de Jamaica.
La madera se obtiene principalmente de las especies Guaiacum officinale y Guaiacum sanctum, ambos árboles pequeños y de crecimiento lento. Todas las especies del género Guaiacum están ahora incluidas en el Apéndice II de CITES (la Convención sobre el Comercio Internacional de Especies Amenazadas de Fauna y Flora Silvestres) como potenciales especies en peligro de extinción. G. sanctum aparece como especie casi amenazada en la Lista Roja de la UICN. La demanda de madera se ha reducido con el progreso de la ciencia de materiales, gracias a la aparición de polímeros, aleaciones y materiales compuestos que pueden ocupar el lugar del guayacán.

## Algunas de las especies denominadas guayacán
En Chile:
- Porlieria chilensis[5]

En Argentina:
- Caesalpinia paraguariensis, especie que se distribuye por el noroeste y noreste de Argentina.[6]

En Colombia, Panamá y Venezuela:
- Tabebuia chrysantha.[7]

En México:
- Guaiacum coulteri.[8]

En Jamaica, República Dominicana y Venezuela:
- Guaiacum officinale.[9]

En Ecuador:
- Handroanthus chrysanthus.[cita requerida]

## Descripción

### Propiedades
La madera de guayacán es resistente y duradera, y la más densa de las comercializadas (densidad seca promedio: ~79 lbs/ft3 o ~1260 kg/m3); lo que hace que se hunda fácilmente en el agua. En la escala de dureza Janka para maderas, ocupa el lugar más alto entre las maderas comerciales, con una dureza Janka de 4500 lbf (en comparación con la Olneya que da un valor de 3260 lbf, la Dalbergia melanoxylon con 2940 lbf, la carya con 1820 lbf, el roble rojo con 1290 lbf, el pino amarillo con 690 lbf y la Ochroma pyramidale con 100 lbf). La más densa de todas las maderas es la de la Allocasuarina luehmannii. Por otro lado, la madera del Krugiodendron presenta una densidad muy elevada y uniforme, al contrario que muchas otras maderas en las que varía según la muestra.
El auténtico guayacán no debe confundirse con otras maderas duras que suelen llamarse igual. Las más conocidas provienen de Bulnesia arborea y Bulnesia sarmientoi (de la misma subfammilia que Guaiacum) y se conocen como palo santo o guayacán argentino, similares en apariencia y cualidades de trabajo. Algunas maderas duras de Australasia (como por ejemplo,  Vitex lignum-vitae y algunas especies de acacias y eucaliptos) también se denominan guayacán.

### Descripción
El árbol es de crecimiento lento y de altura relativamente pequeña, incluso cuando es maduro y viejo. Tiene flores pequeñas de color azul violáceo que dan como resultado frutos emparejados y dehiscentes de color naranja. La corteza está moteada.

## Usos

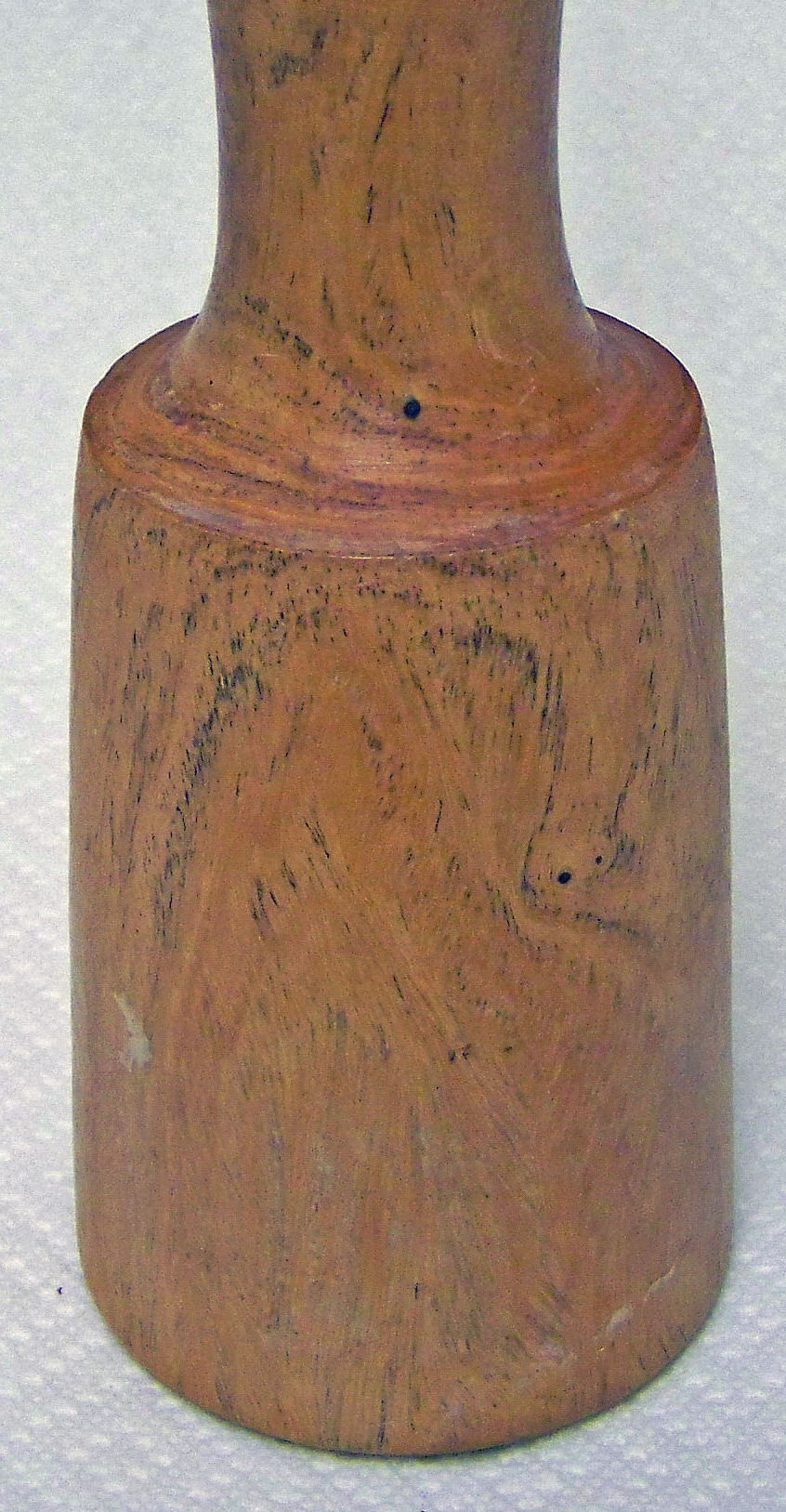
Mazo de madera de guayacán

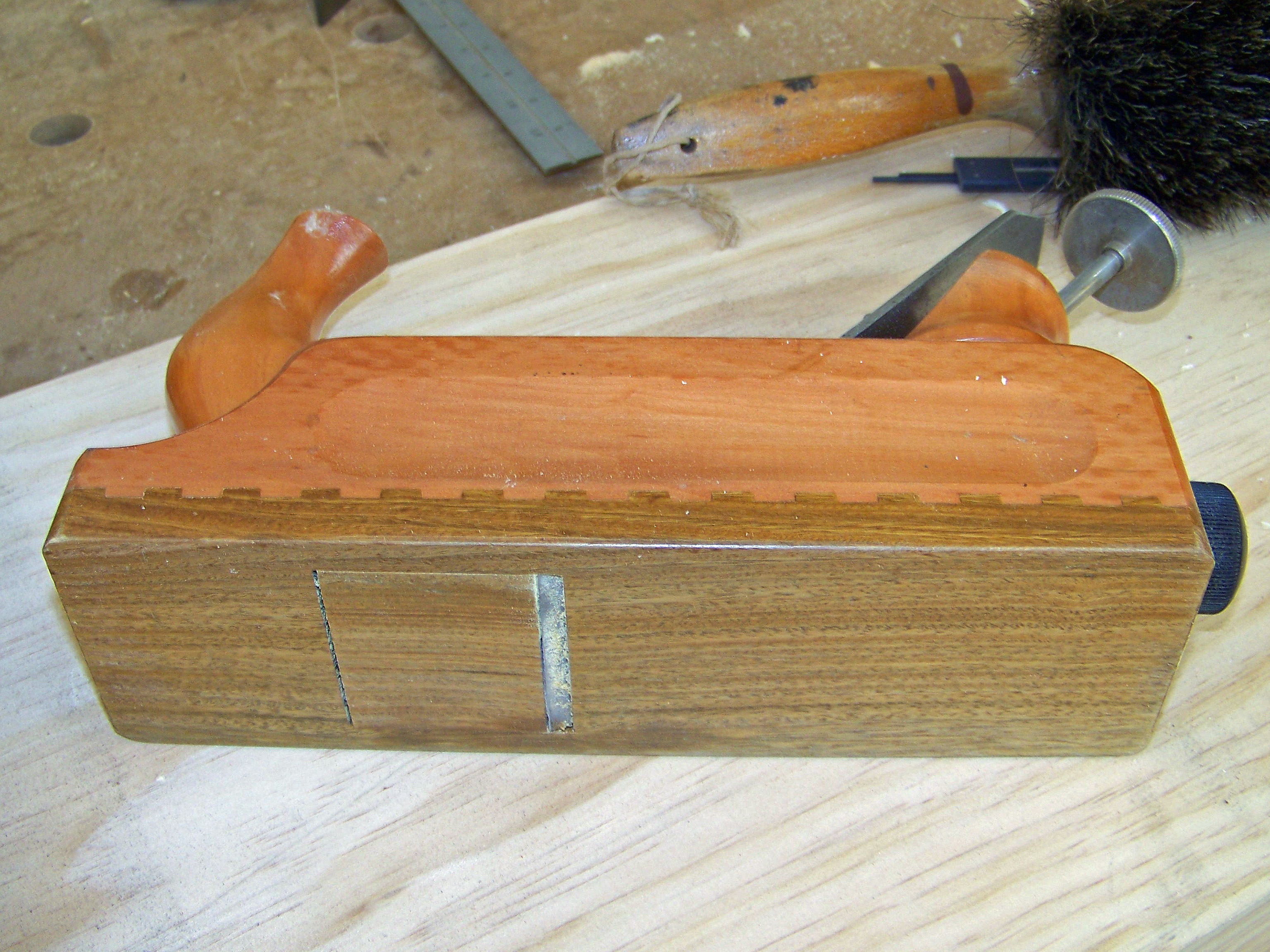
Una garlopa con una suela de palo santo, probablemente Bulnesia, y un cuerpo de madera de peral

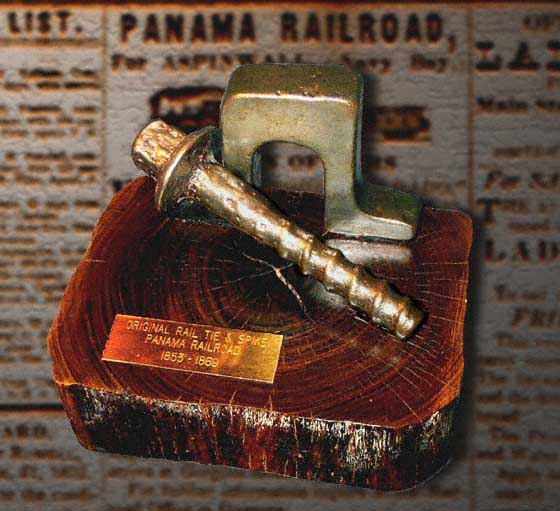
Ejemplo de la construcción original del Ferrocarril de Panamá (de 1851 a 1855): riel en "U" invertida de 53 lb/yd (26 kg/m), tirafondo y parte de una traviesa de guayacán

Los testigos de madera colocados sobre las puertas en el cricket (bails), en particular los utilizados en condiciones de viento, a veces se fabrican con guayacán debido a su gran densidad. También se suele emplear para fabricar mazos para deportes como los bolos sobre hierba y el croquet y las bolas usadas en el skittles. Históricamente, su uso se generalizó en los morteros utilizados para desmenuzar materiales o alimentos, y en los mazos usados por los talladores de madera.
Era la madera tradicionalmente utilizada en las porras de la policía británica, debido a su densidad y resistencia, combinada con la relativa suavidad de la madera en comparación con el metal, por lo que tiende a magullar o aturdir en lugar de simplemente cortar la piel.
Las cabillas y vigotas del USS Constitution y de muchos otros veleros estaban fabricadas con guayacán. Debido a su densidad y aceites naturales, rara vez requieren reemplazo a pesar de la severidad de las condiciones climáticas marinas, y su suavidad superficial impide que se atasquen en los orificios donde se insertan. Las roldanas de los cuadernales de los veleros se fabricaban con guayacán hasta la introducción de los materiales sintéticos modernos.
También se puede utilizar como elemento de lapeado en el proceso de tallado de gemas, recubriendo una pieza de madera con polvo de diamante industrial, que unida al eje de un torno se usa para pulir las superficies de las gemas.
El maestro relojero John Harrison usó guayacán en los cojinetes y engranajes de sus relojes de péndulo y en sus primeros tres cronómetros marinos, ya que la madera es autolubricante. Esta característica elimina la necesidad de lubricar el mecanismo; evitando el problema de que los aceites utilizados en el siglo XVIII tendían a volverse viscosos, lo que reduciría la precisión de un reloj en condiciones desfavorables (especialmente en las que prevalecen en el mar).
Por la misma razón, se usó ampliamente en cojinetes de eje lubricados con agua para barcos y centrales hidroeléctricas, y en los cojinetes de duelas de los ejes de las hélices de los barcos, hasta que en la década de 1960 se introdujeron los cojinetes de metal blanco sellados. Según el sitio web de la Asociación del Parque Nacional Marítimo de San Francisco, los cojinetes del eje del submarino USS Pampanito de la Segunda Guerra Mundial estaban hechos de esta madera. Los cojinetes del puntal del eje principal de popa del USS Nautilus, el primer submarino de propulsión nuclear del mundo, estaban compuestos de esta madera. Además, los cojinetes de las turbinas originales de la década de 1920 de la central hidroeléctrics de Conowingo en el río Susquehanna inferior estaban hechos de guayacán. Los cojinetes del eje de las turbinas horizontales en la central eléctrica de Pointe du Bois en Manitoba también están hechos de guayacán, al igual que otros muchos cojinetes de turbinas de plantas hidroeléctricas.
Los Ferrocarriles United de San Francisco (un antecedente del Ferrocarril Municipal de San Francisco) comenzaron a instalar aisladores hechos de materiales compuestos para soportar los pesados cables de alimentación de corriente continua de 600 voltios para su sistema de troles en 1904. Estas líneas se dañaron durante el terremoto de 1906 y los incendios subsiguientes. La reconstrucción del sistema de tranvías destruido por el terremoto creó una gran demanda de aisladores, una demanda que los fabricantes no pudieron satisfacer. Las propiedades del guayacán, a saber, su capacidad para soportar grandes tensiones (de cables pesados en tramos largos y la tensión de las líneas que rodeaban las esquinas) y alta temperatura (debido a que los cables de alimentación se calientan mucho durante las horas pico de funcionamiento), y su disponibilidad inmediata en las bodegas de los barcos en el puerto (utilizada como material de estiba y lastre) lo convirtieron en una solución 'temporal' ideal. Muchos permanecieron en servicio hasta bien entrada la década de 1970, y las últimas piezas se reemplazaron en la década de 2000 a favor de un sistema de alimentación subterráneo.
También se usó ampliamente en la fabricación del material rodante Mark 1 de los Ferrocarriles Británicos, como un "tope de choque" en los bogies (los "bastidores" que lleva las ruedas).

## En la cultura popular

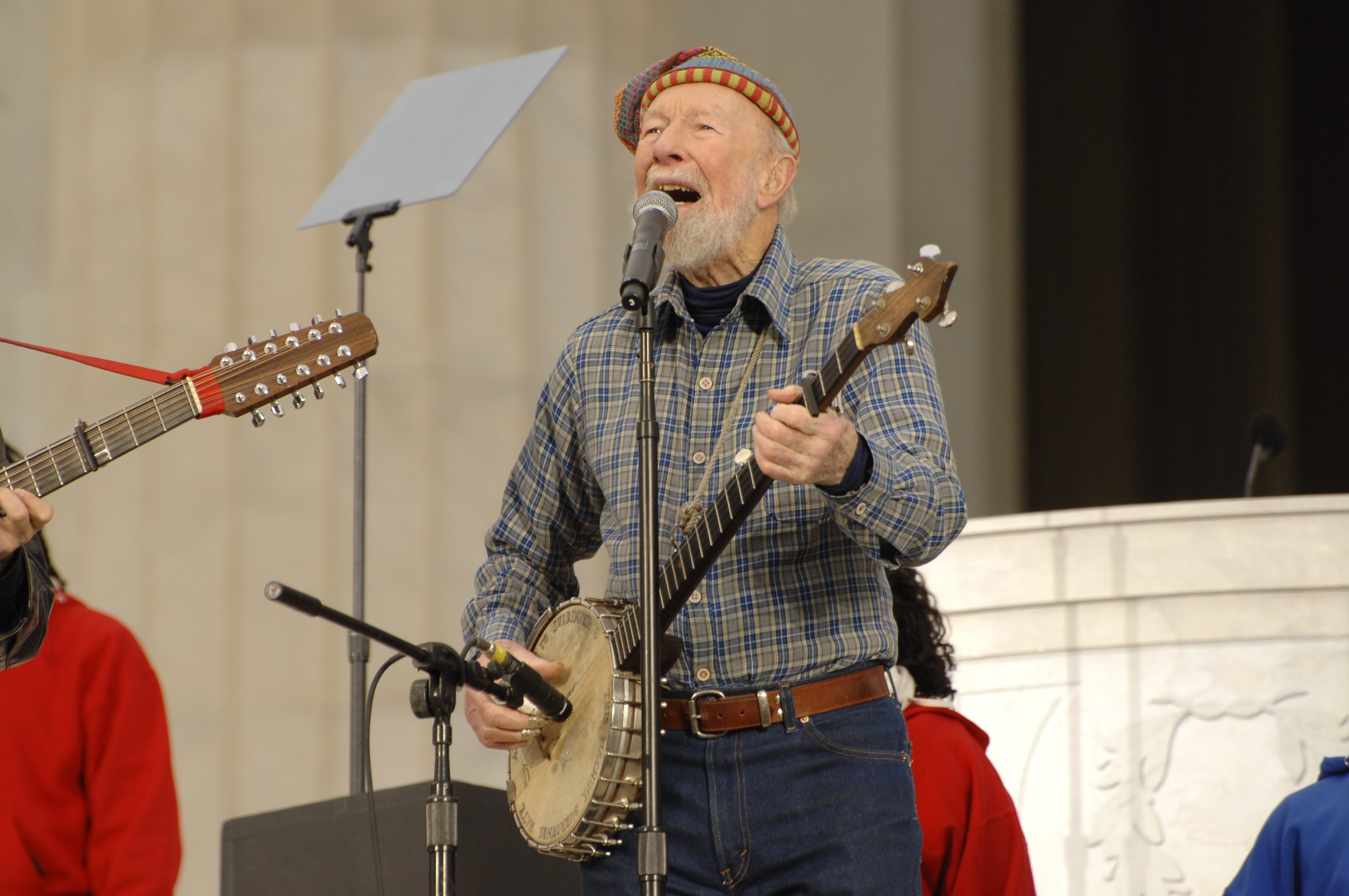
El músico Pete Seeger con un banjo cuyo mástil extra largo es de madera de guayacán

- El escultor italiano Benvenuto Cellini (1500-1571) relata el uso de guayacán (presumiblemente en forma de té) para curarse de una infección de transmisión sexual (la llamada "viruela francesa", presumiblemente sífilis).[20]

- En la novela de Charles Dickens (1812-1870) Casa desolada, se hace referencia a uno de los personajes, Matthew Bagnet, como lignum vitae (guayacán), "... en elogio a la extrema firmeza y dureza de su fisonomía".

- El pionero del género vodevil/calipso Sam Manning (1898-1960) grabó una canción titulada "Lignum Vitae" ("Guayacán" en inglés) en la década de 1920.[21] La mención era doblemente obscena, haciendo referencia tanto a las presuntas cualidades anticonceptivas del té de corteza como al simbolismo fálico de la madera dura.

- Según la versión de T. H. White (1906-1964) de la historia de Rey Arturo Camelot, el guayacán, del que está hecha la varita del mago Merlín, tiene poderes mágicos.

- La novela del escritor colombiano Gabriel García Márquez (1927-2014) El amor en los tiempos del cólera incluye una bañera de esta madera en la casa de uno de los personajes principales. En su novela Crónica de una muerte anunciada también se refiere al uso de esta madera en la fabricación de un bastón para el ciego Poncio Vicario.

- El cantante de folk estadounidense Pete Seeger (1919-2014) diseñó el mástil de su marca registrada de banjos con madera de guayacán.
- Orquesta Guayacán: Orquesta de salsa colombiana. Su nombre es en honor al árbol y la madera de guayacán, que según uno de sus creadores "simboliza la música".[22]